# Lista de ministros da Cultura do Brasil
Esta é uma lista de ministros da Cultura do Brasil.

## Nova República(6.ª República)
| Nº                                     | Foto                                   | Nome                                   | Partido                                          | Início                  | Fim                     | Presidente                |
| -------------------------------------- | -------------------------------------- | -------------------------------------- | ------------------------------------------------ | ----------------------- | ----------------------- | ------------------------- |
| 1°                                     |                                        | José Aparecido de Oliveira             | Partido do Movimento Democrático Brasileiro PMDB | 15 de março de 1985     | 29 de maio de 1985      | José Sarney               |
| 2°                                     |                                        | Aluísio Pimenta                        | Sem Partido                                      | 30 de maio de 1985      | 13 de fevereiro de 1986 | José Sarney               |
| 3°                                     |                                        | Celso Furtado                          | Partido do Movimento Democrático Brasileiro PMDB | 14 de fevereiro de 1986 | 28 de julho de 1988     | José Sarney               |
| 4°                                     |                                        | Hugo Napoleão do Rego Neto             | Partido da Frente Liberal PFL                    | 28 de julho de 1988     | 19 de setembro de 1988  | José Sarney               |
| 5°                                     |                                        | José Aparecido de Oliveira             | Sem Partido                                      | 19 de setembro de 1988  | 14 de março de 1990     | José Sarney               |
| 6°                                     |                                        | Ipojuca Pontes [a]                     | Sem Partido                                      | 14 de março de 1990     | 10 de março de 1991     | Fernando Collor           |
| 7°                                     |                                        | Sérgio Paulo Rouanet [a]               | Sem Partido                                      | 10 de março de 1991     | 2 de outubro de 1992    | Fernando Collor           |
| 8°                                     |                                        | Antônio Houaiss                        | Partido Socialista Brasileiro PSB                | 2 de outubro de 1992    | 1° de setembro de 1993  | Itamar Franco             |
| 9°                                     |                                        | Jerônimo Moscardo                      | Sem Partido                                      | 1° de setembro de 1993  | 9 de dezembro de 1993   | Itamar Franco             |
| 10°                                    |                                        | Luiz Roberto Nascimento Silva          | Sem Partido                                      | 15 de dezembro de 1993  | 31 de dezembro de 1994  | Itamar Franco             |
| 11°                                    |                                        | Francisco Weffort                      | Sem Partido                                      | 1° de janeiro de 1995   | 31 de dezembro de 2002  | Fernando Henrique Cardoso |
| 12°                                    |                                        | Gilberto Gil                           | Partido Verde PV                                 | 1° de janeiro de 2003   | 30 de julho de 2008     | Luiz Inácio Lula da Silva |
| 13°                                    |                                        | Juca Ferreira                          | Partido Verde PV                                 | 30 de julho de 2008     | 31 de dezembro de 2010  | Luiz Inácio Lula da Silva |
| 14°                                    |                                        | Ana de Hollanda                        | Sem Partido                                      | 1° de janeiro de 2011   | 13 de setembro de 2012  | Dilma Rousseff            |
| 15°                                    |                                        | Marta Suplicy                          | Partido dos Trabalhadores PT                     | 13 de setembro de 2012  | 11 de novembro de 2014  | Dilma Rousseff            |
| —                                      |                                        | Ana Cristina Wanzeler (interina)       | Sem Partido                                      | 13 de novembro de 2014  | 31 de dezembro de 2014  | Dilma Rousseff            |
| 16°                                    |                                        | Juca Ferreira                          | Partido dos Trabalhadores PT                     | 1° de janeiro de 2015   | 12 de maio de 2016      | Dilma Rousseff            |
| 17°                                    |                                        | Marcelo Calero                         | Partido do Movimento Democrático Brasileiro PMDB | 24 de maio de 2016      | 18 de novembro de 2016  | Michel Temer              |
| 18°                                    |                                        | Roberto Freire                         | Partido Popular Socialista PPS                   | 18 de novembro de 2016  | 22 de maio de 2017      | Michel Temer              |
| —                                      |                                        | João Batista de Andrade (interino)     | Partido Popular Socialista PPS                   | 22 de maio de 2017      | 24 de julho de 2017     | Michel Temer              |
| 19°                                    |                                        | Sérgio Sá Leitão                       | Sem Partido                                      | 25 de julho de 2017     | 31 de dezembro de 2018  | Michel Temer              |
| Incorporado ao Ministério da Cidadania | Incorporado ao Ministério da Cidadania | Incorporado ao Ministério da Cidadania | Incorporado ao Ministério da Cidadania           | 1° de janeiro de 2019   | 31 de dezembro de 2022  | Jair Bolsonaro            |
| 20°                                    |                                        | Margareth Menezes                      | Sem Partido                                      | 1° de janeiro de 2023   | atualidade              | Luiz Inácio Lula da Silva |

- a. ^  Durante o Governo Collor, com a extinção do Ministério da Cultura, Ipojuca Pontes (e mais tarde Sérgio Paulo Rouanet) foi nomeado secretário da Cultura da Presidência da República.